# Escola de Mègara
L'escola de Mègara (o escola megàrica) va ser una escola de pensament filosòfic socràtic fundada a Mègara per Euclides de Mègara en el segle v aC i que va perdurar fins a l'any 300 aC aproximadament. Els que van seguir les seves doctrines es van anomenar megàrics, després disputadors i posteriorment dialèctics.
Euclides va ser un dels socràtics menors que van assistir al seu mestre en el moment de la seva mort. Abans de ser deixeble i amic de Sòcrates, a Atenes, havia estudiat l'obra de Parmènides. Els megàrics van fusionar les idees de Sòcrates amb les de l'escola eleàtica, diferenciant-se perquè no accepten el principi d'analogia ni cap concepte de tipus "semblant", que no és "és" ni "no és". Així, afirmaven que la bondat existeix mentre que la maldat ni tan sols existeix, o sigui, és com una ombra que es va fonent en el no-res. Un exemple d'aquest pensament podria ser un polític: si s'interessa pel bé dels ciutadans i per la prosperitat econòmica, cercarà el bé; però si cerca només l'interès econòmic propi, cercarà el mal.
Van destacar en el treball sobre la paradoxa i la lògica proposicional, i en són exemples la paradoxa del mentider d'Eubúlides de Milet i l'argument dominador de Diodor Cronos, dit també argument sobirà, d'importància en l'estoïcisme.
Aquesta filosofia de «només el bé existeix mentre que la maldat és fonamentalment irreal» va tenir una certa influència tant en Plató com en Plotí i Sant Agustí, per exemple; en certa manera, aquesta influència és visible, tot i que és deguda sobretot a Sòcrates i a Parmènides.